# Вулиця Кавалерідзе (Львів)
Вулиця Кавалерідзе — вулиця у Сихівському районі міста Львова, в місцевості Сихів. Сполучає вулицю Сихівську з вулицею Коломийською.

## Історія
Від 1984 року називалася вулицею Келдиша, на честь радянського математика та механіка Мстислава Келдиша. У 1992 році вулиця отримала сучасну назву Кавалерідзе, на честь українського радянського скульптора, драматурга, сценариста Івана Кавалерідзе.

## Забудова
Забудова вулиці Кавалерідзе переважно дев'ятиповерхова 1980-х—1990-х років та п'ятиповерхова 2000-х років, а також зберігся один одноповерховий будинок садибної забудови 1950-х років.
№ 9 — дев'ятиповерховий житловий будинок на 54 квартири, збудований у 1980-х роках як гуртожиток Львівського домобудівного комбінату № 2. Свого часу ДБК незаконно вніс цей будинок до свого статутного фонду і тепер мешканці не можуть приватизувати квартир, в яких живуть вже тривалий час.
№ 13 — дошкільний навчальний заклад ясла-садок № 181 «Галичаночка», відкрився у 1988 році. Проєктна потужність — 12 груп (220 дітей).
№ 15 — Львівська середня загальноосвітня школа № 95, відкрилася у 1989 році. У 2001 році школі надано статус експериментального закладу (наказ МОН України від 10 серпня 2001 року № 586 «Про проведення науково-педагогічного експерименту „Соціальна адаптація та інтеграція у суспільство дітей із особливими потребами психофізичного розвитку шляхом їх інтеграції у загальноосвітніх закладах)“».